# Windsor (Vermont)
Windsor es un pueblo ubicado en el condado de Windsor en el estado estadounidense de Vermont. En el año 2010 tenía una población de 3,553 habitantes y una densidad poblacional de 6 personas por km².

## Geografía
Windsor se encuentra ubicado en las coordenadas 43°28′36″N 72°4′4″O / 43.47667, -72.06778.

## Demografía
Según la Oficina del Censo en 2000 los ingresos medios por hogar en la localidad eran de $33,815 y los ingresos medios por familia eran $43,551. Los hombres tenían unos ingresos medios de $29,897 frente a los $23,313 para las mujeres. La renta per cápita para la localidad era de $17,640. Alrededor del 7.7% de la población estaban por debajo del umbral de pobreza.